# Affaire Martine Escadeillas
L'affaire Martine Escadeillas est une affaire criminelle française dans laquelle Martine Escadeillas, 24 ans, disparaît à Ramonville-Saint-Agne en Haute-Garonne près de Toulouse, le 8 décembre 1986.

## Les faits
Le 8 décembre 1986 à Ramonville-Saint-Agne, Martine Escadeillas, secrétaire de 24 ans est agressée dans la cave de son logement. Son corps n'est pas retrouvé.

## L'enquête et le procès
L'affaire est classée « sans suite » en 1987 pour manque d'éléments.
En 2016, une amie de Martine désigne un suspect, Joël, un ancien ami de Martine et de son compagnon Thierry, dans un courrier adressé au procureur de la République de Toulouse. En 2019, Joël Bourgeon avoue son crime en livrant des aveux complets, donnant des détails circonstanciés de son acte. Il est alors mis en examen. Cependant, quelques jours après, le suspect revient sur ses aveux qui, selon lui, lui auraient été dictés par les enquêteurs. Il reste donc présumé innocent, mais demeure en détention provisoire malgré une demande de remise en liberté conditionnelle.
Une reconstitution a lieu en janvier 2021.
Le 6 juillet 2022, la cour d'assises de la Haute-Garonne reconnait Joël Bourgeon coupable de meurtre et le condamne à 20 années de réclusion criminelle après quatre jours d'audience. Il fait appel de sa condamnation, mais se suicide en janvier 2024, entrainant la fin de l'action judiciaire.

## Documentaires télévisés
- Témoin numéro 1.
- [vidéo] « L'affaire Escadeillas » sur France 2, 20 février 2021, 52 min.